# Allium dinaricum
Allium dinaricum — вид квіткових рослин підродини цибулевих (Allioideae). Належить до A. sect. Codonoprasum. Зростає на північному заході Балканського півострова. Це геофіт пізнього літнього цвітіння, який зустрічається в кількох місцевостях Хорватії, Боснії та Герцеговини, Сербії та Чорногорії, де він зазвичай росте в вапнякових насадженнях від прибережних до гірських смуг. 2n = 2x = 16.